# Keegan Murray

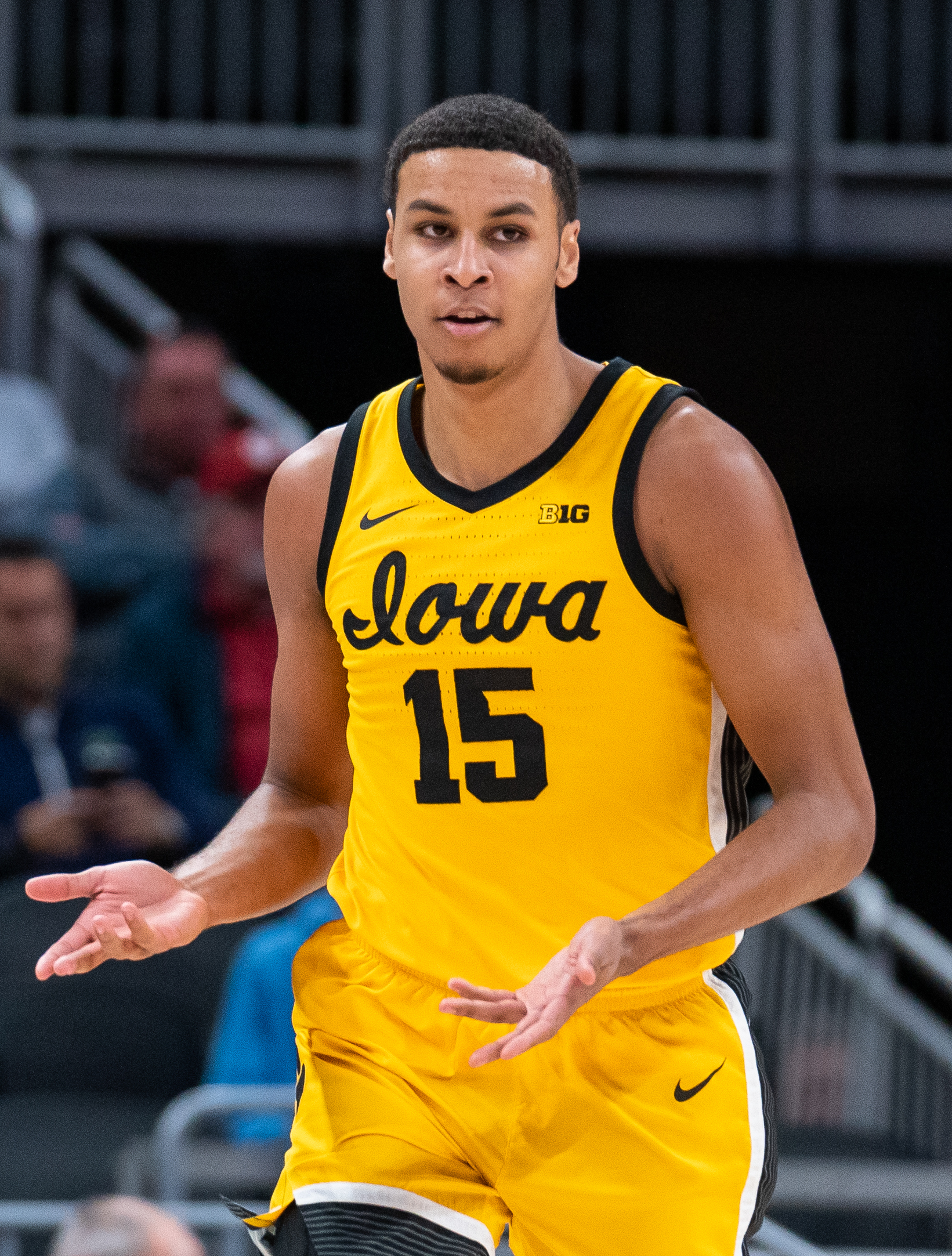
Keegan Murray, 2022.

Keegan Mitchell Murray, född 19 augusti 2000 i Cedar Rapids i Iowa, är en amerikansk professionell basketspelare (PF) som spelar för Sacramento Kings i National Basketball Association (NBA).
Han draftades av Sacramento Kings i första rundan i 2022 års draft som fjärde spelare totalt.
Innan Murray blev proffs studerade han, och sin tvillingbror Kris Murray, vid University of Iowa och båda spelade för universitetets idrottsförening Iowa Hawkeyes.